# Ano yume o nazotte
Ano yume o nazotte (あの夢をなぞって? lett. "Segui quel sogno") è il secondo singolo del duo giapponese Yoasobi. È stato pubblicato il 18 gennaio 2020, ed è basato su Yume no shizuku to hoshi no hana (夢の雫と星の花? lett. "Gocce di sogno e fiori stellati"), un racconto scritto da Sōta Ishiki (いしき蒼太?) pubblicato sul sito Monogatary. Come il precedente singolo dei Yoasobi, Yoru ni kakeru, il materiale d’origine di questa canzone ha vinto il primo premio durante la premiazione di fine anno del sito web Moncon 2019. Il video musicale descrive una storia d’amore al liceo durante un festival con fuochi d’artificio.